# NGC 4566
NGC 4566 este o galaxie seyfert de tip 2⁠(d) situată în constelația Ursa Mare. A fost descoperită în 2 aprilie 1791 de către William Herschel.